# Kósa-Szánthó Vilma
Kósa-Szánthó Vilma (Sepsiszentgyörgy, 1944. november 3. – New York, USA, 2017. november 21.) romániai magyar szociológiai és néprajzi szakíró.

## Életútja
Középiskolát szülővárosában végzett (1962), a marosvásárhelyi tanárképző főiskolán matematika szakos tanári oklevelet szerzett (1966), a Babeș–Bolyai Tudományegyetemen elvégezte a filozófia szakot (1974). Sepsiszentgyörgyön a Népi Művészeti Iskolában tanított, közben Csíkszeredában muzeológus és a Népi Alkotások Házának szakirányítója. 1988 óta az Amerikai Egyesült Államokban él.
A Korunk, Művelődés, TETT, Fórum és más folyóiratok számos társadalomtudományi tanulmányát közölték a faluközösség önrendelkezési intézményeiről, a foglalkozási struktúrák átrétegződéséről, családszociológiai kérdésekről, a társadalmi változások életmódra és műveltségre gyakorolt hatásáról, a mai falu kulturális változásairól, munkamagatartás és életmód, néprajz és szociológia kapcsolatáról. Néprajzi tárgyú írásaiban a perefernum-kérdéssel, Kovászna és Hargita megyei falvak hímzéskultúrájával, az örökösödés és lakásbelső problémáival foglalkozott. A Változó valóság (1978) c. kötetben családszociológiai felmérést adott egy sepsiszentgyörgyi lakónegyedről, a Népviselet című kiadvány (Csíkszereda, 1979) székely és csángó viseletekről szóló tanulmányát közölte, a Népismereti dolgozatok (1980) című gyűjteményben A rokonságterminológia városiasodásának folyamata című értekezésével szerepelt.

## Művei
- Elena Secosan–Kósa Szánthó Vilma–Kardalus János: Portul popular din judeţul Harghita (Hargita megyei népviselet); románra ford. Stelian Busuioc, Kósa Szánthó Vilma, Kardalus János; Hargita megye Szocialista Művelődési és Nevelési Bizottsága, Csíkszereda, 1979